# Make Way for Tomorrow
Make Way for Tomorrow és una pel·lícula dramàtica nord - americana de 1937 dirigida per Leo McCarey. La trama tracta d'una parella d'edat avançada (interpretats per Victor Moore i Beulah Bondi) que es veuen obligats a separar-se quan perden la casa i cap dels seus cinc fills acull tots dos pares.
La pel·lícula va ser escrita per Viña Delmar, a partir d'una obra de Helen i Noah Leary, que al seu torn es basava en la novel·la The Years Are So Long de l'assessora columnista Josephine Lawrence.
McCarey la considerava la seva millor pel·lícula. Quan va acceptar el seu Oscar al millor director per La terrible veritat (The Awful Truth), que es va estrenar el mateix any, va dir: "Gràcies, però m'ho doneu per la pel·lícula equivocada".
El 2010, va ser seleccionada per a la seva conservació pel National Film Registry de la Biblioteca del Congrés dels Estats Units.

## Argument
Barkley "Bark" (Victor Moore) i Lucy Cooper (Beulah Bondi) són una parella d'edat avançada que perd la seva llar perquè no pot pagar la hipoteca, ja que Barkley no ha pogut trobar feina a causa de la seva edat. Convoquen quatre dels seus cinc fills -el cinquè viu a milers de quilòmetres de distància a Califòrnia- per a informar-los i decidir on viuran fins que es puguin tornar a valdre per ells mateixos. Només una d'ells, Nell (Minna Gombell), té prou espai per a tots dos, però demana tres mesos per parlar amb el seu marit de la idea. Uns altres dos ofereixen una solució temporal: tots dos tenen un petit espai disponible per a cadascun dels dos pares, per la qual cosa s'hauran de separar per primera vegada des del seu matrimoni. Al cap d'unes setmanes d'aquesta vida, Lucy i Barkley van veure que els seus fills tenien vergonya d'ells. Lucy s'adona de les intencions del seu fill d'enviar-la a una casa de jubilats, i Barkley accepta marxar a la casa de la seva filla a Califòrnia. Abans que Barkley marxi, la parella té una última trobada a Nova York.

## Repartiment
- Victor Moore com Barkley "Pa" Cooper
- Beulah Bondi com Lucy "Ma" Cooper
- Thomas Mitchell com George Cooper, fill de Barkley i Lucy
- Fay Bainter com Anita Cooper, esposa de George
- Barbara Read com Rhoda Cooper, filla de George i Anita
- Maurice Moscovitch com Max Rubens, amic botiguer jueu de Barkley
- Elisabeth Risdon com Cora Payne, filla de Barkley i Lucy
- Minna Gombell com Nellie Chase, filla de Barkley i Lucy
- Porter Hall com Harvey Chase, marit de Nellie
- Ray Meyer com Robert Cooper, fill de Barkley i Lucy
- Ralph Remley com Bill Payne, marit de Cora
- Louise Beavers com Mamie, minyona de George i Anita
- Louis Jean Heydt com doctor de Barkley
- Dell Henderson com Ed Weldon, venedor de cotxes
- Louise Seidel com recepcionista de l'hotel
- Paul Stanton com Mr. Horton, director de l'hotel
- Gene Morgan com Carlton Gorman, director d'orquestra de l'hotel
- Ellen Drew com acomodadora

## Recepció
Orson Welles va dir de Make Way for Tomorrow, "Faria plorar una pedra" i va parlar sobre el seu entusiasme per la pel·lícula en la seva sèrie d'entrevistes, This Is Orson Welles, amb Peter Bogdanovich. A la revista Newsweek, el famós cineasta documentalista Errol Morris la va anomenar en el número 1, descrbint-la com "la pel·lícula més depriment feta mai, proporcionant la seguretat que tot acabarà malament".
Make Way for Tomorrow també va obtenir bones crítiques quan es va estrenar originalment al Japó, on la va veure el guionista Kogo Noda. Anys després, va inspirar el guió de Tokyo monogatari (1953), escrita per Noda i el director Yasujirō Ozu.
Roger Ebert va afegir aquesta pel·lícula a la seva llista de grans pel·lícules l'11 de febrer de 2010, escrivint: 
 "Make Way for Tomorrow" (1937) és una pel·lícula nord-americana gairebé oblidada feta a la Depressió... El gran arc final de "Make Way for Tomorrow" és bonic i desgarrador. És fàcil imaginar-lo sentimentalitzat per un executiu d'estudi, sent més optimista per a l'audiència. No és així McCarey. El que passa és meravellós i molt trist. Tot depèn de les actuacions.
 La pel·lícula ara forma part de la Criterion Collection, que la descriu com "...una de les grans obres mestres de Hollywood, una enorme descripció de l'època de la Depressió, que es mostra les frustracions de la família, l'envelliment i la bretxa de generació... Make Way for Tomorrow es troba entre els més purs del cinema nord-americà, fins al final, que McCarey es va negar a canviar malgrat la pressió de l'estudi.
El 2010, la Biblioteca del Congrés la va seleccionar per a la conservació al National Film Registry dels Estats Units com a "cultural, històric o estèticament significativa".